# Tessa Violet
Tessa Violet Williams, nota anche con lo pseudonimo di Meekakitty (Chicago, 20 marzo 1990), è una cantautrice, attrice, regista di video musicali, video blogger, ed ex modella statunitense, ha iniziato la sua carriera come video blogger e nel corso degli anni ha prodotto vari video musicali fino ad arrivare a pubblicare due album in studio, Maybe Trapped Mostly Troubled nel 2014 e Bad Ideas nel 2019. Violet cita tra le sue principali influenze artisti come Lorde, Bleachers, Lily Allen, Taylor Swift, Cavetown e Julia Michaels.

## Biografia
Violet è cresciuta ad Ashland, in Oregon e già durante le superiori si esibiva in produzioni teatrali. Ha iniziato a registrare vlog quotidianamente nel 2007 per un progetto scolastico usando il nome utente Meekakitty, mentre lavorava a Hong Kong e in Thailandia come modella. Tuttavia, ha smesso di fare la modella nel 2009. I primi contenuti di Violet si concentravano sullo storytelling, su brevi scene e video musicali, inclusi video musicali creati dai fan per artisti famosi come Relient K, Family Force 5 e Mika.
Dopo essersi trasferita a New York nel 2009, Violet ha attirato l'attenzione mediatica vincendo 100000 $ in un concorso su YouTube avendo ricevendo il maggior numero di commenti sul suo video. Nel 2011, Violet è stata inclusa nel video musicale di un collega YouTuber per la canzone Sail di Awolnation; il video è diventato virale e da allora ha accumulato oltre 380 milioni di visualizzazioni. Nel 24 settembre 2012, Violet è apparsa nel video musicale di Cray Button dei Family Force 5. Ha anche diretto il video musicale per la canzone del gruppo Chainsaw, con Tedashii .
Da quando ha iniziato a registrare e pubblicare musica nel 2013 l'attenzione del canale di Violet si è spostata esclusivamente sulla sua musica originale. Ha anche abbandonato il soprannome Meekakitty, usando invece il suo vero nome, Tessa Violet, su tutte le piattaforme. Nel 2019 è diventato un canale musicale ufficiale.

## Musica
Violet ha pubblicato il suo primo album Maybe Trapped Mostly Troubled  ai Maker Studios,il 18 marzo 2014. L'album è stato prodotto con John Zappin come A&R. Nonostante la mancanza di attenzione da parte dei media tradizionali,la registrazione ha debuttato al numero 10 della classifica Billboard Heatseekers e ha venduto 5 000 copie nei primi tre mesi. Violet ha pubblicato il primo singolo Dream dal suo EP Halloway il 16 settembre 2016. L'EP completo è stato pubblicato il 14 ottobre 2016. Ha pubblicato video per tutte le canzoni del progetto.
Nel 2018, Violet ha rivelato che stava lavorando al suo secondo album, Bad Ideas . Crush, il primo singolo del disco, è stato pubblicato il 15 giugno 2018. Un video musicale di accompagnamento diretto da Big Forest è stato pubblicato su YouTube lo stesso giorno. A partire da settembre 2020, il video musicale ha raggiunto oltre 70 milioni di visualizzazioni su YouTube. Il singolo ha portato Violet a essere presente su Artist On The Rise di YouTube. L'intero album sarebbe poi uscito il 3 agosto 2018. La title track dell'album, Bad Ideas, è stata pubblicata come singolo il 30 novembre 2018. I Like (the idea of) You è uscito a maggio 2019. Ha pubblicato Bad Ideas (Act One) nel luglio 2019, con remix dei primi tre singoli del progetto.
Il 25 ottobre, Violet ha pubblicato il suo secondo album Bad Ideas. L'album contiene 11 tracce, 4 delle quali sono state pubblicate come singoli ( Crush, Bad Ideas, I Like (the idea of) You, and Games ). La canzone è stata pubblicata tramite l'etichetta T∆G MUSIC . Violet è stata anche coinvolta in numerose collaborazioni musicali. Nel dicembre 2014, Violet ha collaborato con il collega musicista di YouTube Rusty Clanton per formare la band People You Know. La coppia ha pubblicato un album natalizio intitolato You, Me and Christmas, contenente quattro cover e una canzone originale intitolata You and Christmas. Ha anche collaborato con Dodie, Lauren Aquilina, Orla Gartland e Bry. Violet ha pubblicato il 16 febbraio 2022 un altro singolo (YES MOM) di cui ne sono stati annunciati vari sneak peak sulla piattaforma tiktok dal 21 dicembre 2021, dove Violet in questo primo preannuncio faceva vedere delle foto di lei quando ancora si chiamava Meekakitty e subito dopo la transizione di com'è lei adesso

## Film
Violet ha interpretato il ruolo di Tricia nel film indipendente del 2016 The Matchbreaker. La sua canzone Cash Cash Money è stata inclusa nella colonna sonora del film.